# Puente Quillota
El puente Quillota está ubicado en la ciudad de Viña del Mar, Chile, y une ambas riberas del estero Marga Marga, conectando la Población Vergara en la orilla norte, con la continuación de la calle Quillota hacia el sur, y sólo tiene sentido vehicular norte-sur.

## Historia
Llamado originalmente puente de Viña del Mar, tomó su nombre definitivo del camino a la ciudad de Quillota, del cual forma parte, y que servía de camino carretero en el siglo xix para conectar Valparaíso con las diversas localidades del interior.
El puente, inaugurado en el año 1908 bajo la alcaldía de Juan Magalhaes, fue construido por la Compañía Holandesa de obras de concreto armado, y se convirtió en la primera construcción del país en realizarse bajo la técnica del hormigón armado.